# Palazzo Antinori
Palazzo Antinori, considerato tra i più bei palazzi rinascimentali di Firenze, si trova nell'omonima piazza Antinori 3, a una delle estremità di via de' Tornabuoni. 

## Storia
Fu costruito tra il 1461 e il 1469 forse da Giuliano da Maiano (viste le affinità con il senese palazzo Spannocchi) per Giovanni di Bono Boni (seconda metà del XV secolo), su alcune case già appartenute ai Bordoni. Il palazzo incompleto venne messo in vendita dai Boni per problemi finanziari nel 1475 e passò in seguito ai Martelli, ma pare che vi fosse stato interessato anche Lorenzo il Magnifico. Vi abitarono i due fratelli Carlo e Ugolino Martelli, ma alla morte di Ugolino (1494) Carlo decise di vendere il palazzo, forse per ragioni affettive legate al ricordo del fratello, forse anche per ragioni economiche: in vent'anni il prezzo che riuscì a spuntare rispetto a quando l'aveva acquistato fu molto più alto. Così nel 1506 il palazzo passò a Niccolò Antinori, già residente in Oltrarno, il quale fece apportare modifiche e miglioramenti. Probabilmente l'incarico fu affidato a Baccio d'Agnolo, che progettò la facciata posteriore e il giardino interno, dando al palazzo le dimensioni attuali. Nel complesso si tende a preferire l'attribuzione a più mani. 

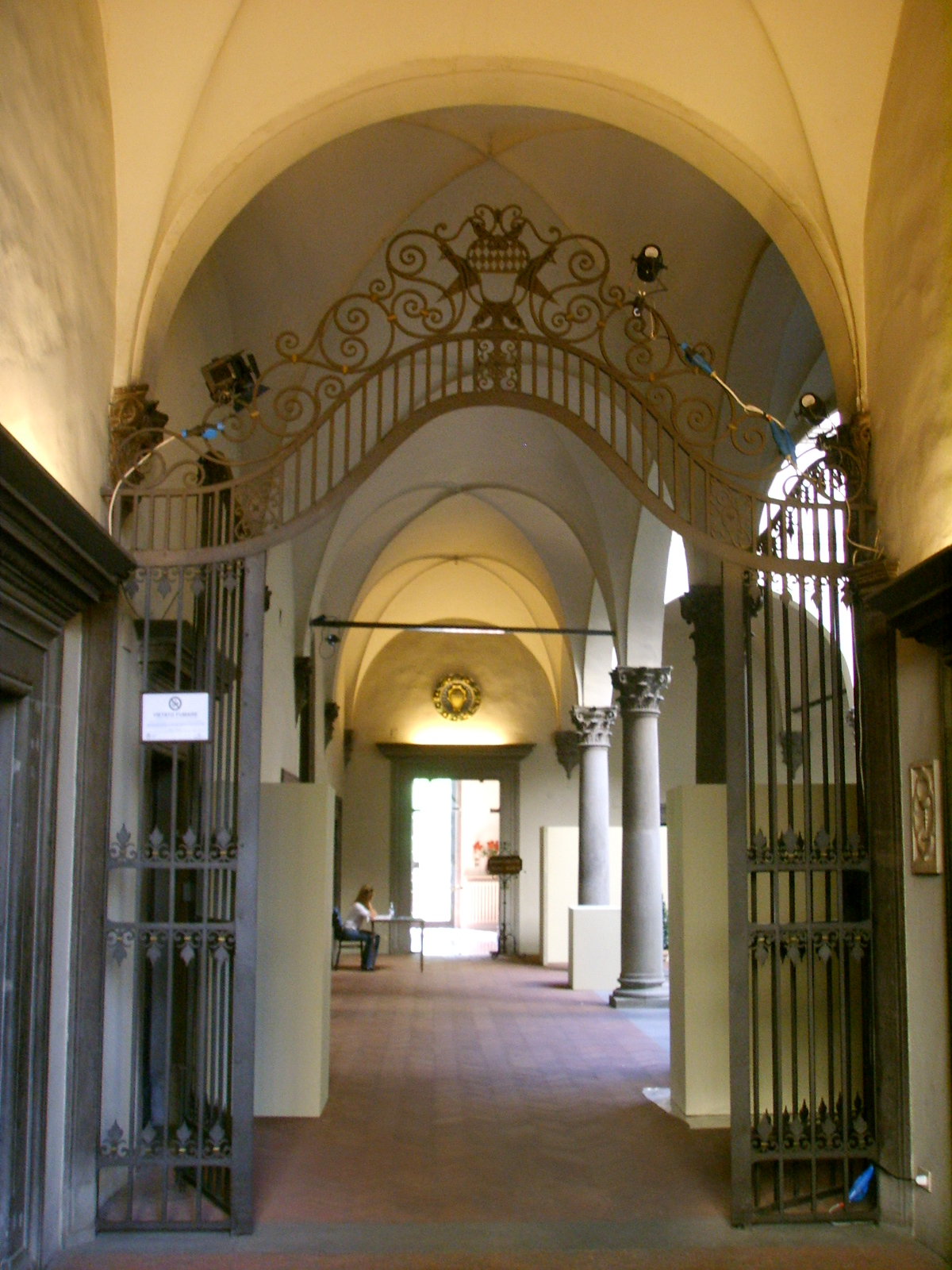
L'entrata con la veduta prospettica

Da allora la famiglia Antinori vive ancora nel palazzo e possiede terreni in tutta la Toscana dove si producono dei famosi vini e vinsanti, nonché olio ed altri prodotti. La produzione vinicola è molto antica, lodata anche da Francesco Redi, e la vendita del vino è ancora testimoniata da una piccola finestrella aperta sul vicolo del Trebbio: da questa piccola apertura venivano vendute le bottiglie, come specifica ancora la scritta Vino sulla cornice (e questo non è l'unico palazzo ad avere ancora tali finestrelle in città). Oggi ospita il ristorante della Cantinetta.

## Architettura
La forma del palazzo, a parallelepipedo con un elegante cortile porticato al centro e il giardino retrostrante, si ispira al Palazzo Medici di via Larga (oggi Palazzo Medici Riccardi), ma ha una forma architettonica più leggera ed elegante; anche lo sfondamento prospettico portone-cortile-giardino è una caratteristica michelozziana già presente a Palazzo Medici.
L'elegante cortile presenta un porticato su tre lati, in pieno stile rinascimentale, con arcate a tutto sesto, volte a crociera e colonne in pietra serena con capitelli compositi, scolpiti con particolare perizia. Anche i peducci delle volte presentano decorazioni della stessa fattura. Interessante è il grazioso pozzo, indispensabile per l'approvvigionamento "privato" di acqua dei residenti del palazzo.

## Il giardino
Nella famosa pianta di Firenze del Buonsignori del 1584 il palazzo appare già dotato di giardino, recintato da un muro merlato.
La porta che dal palazzo immette nel giardino assomiglia a quella di Palazzo Bartolini-Salimbeni ed è uno degli elementi che ha permesso l'attribuzione a Baccio d'Agnolo.
Il giardino si presenta con alcune aiuole piuttosto semplici, che ricordano un chiostro monastico del Tre-Quattrocento, mentre spicca sulla parete di fondo un notevole ninfeo a muro in stile settecentesco, con rocce spugnose ed una statua di venere entro un'originale nicchia. 
Sul lato nord si trova anche una loggetta tamponata.

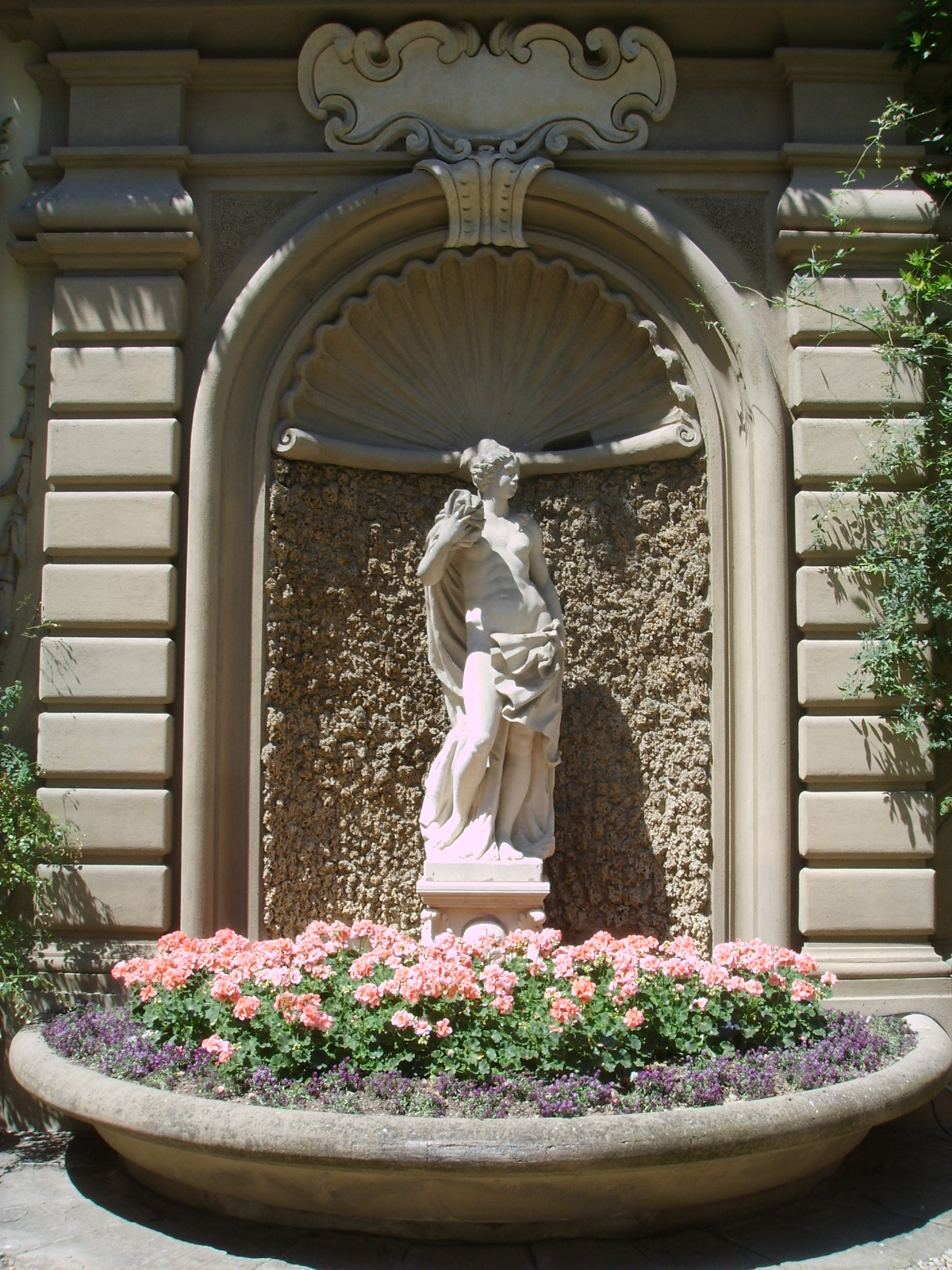
Fontana nel giardino
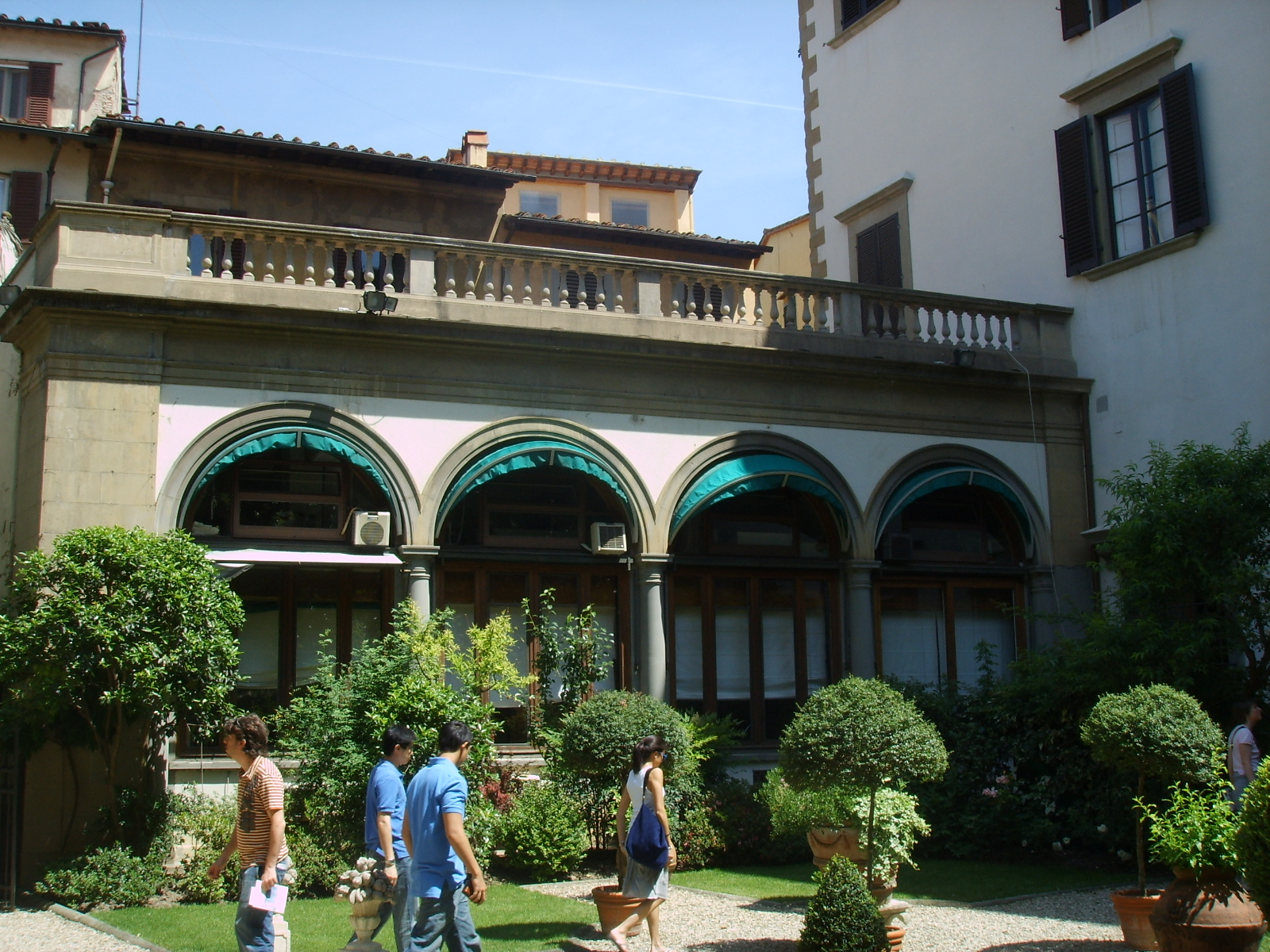
Loggia nel giardino
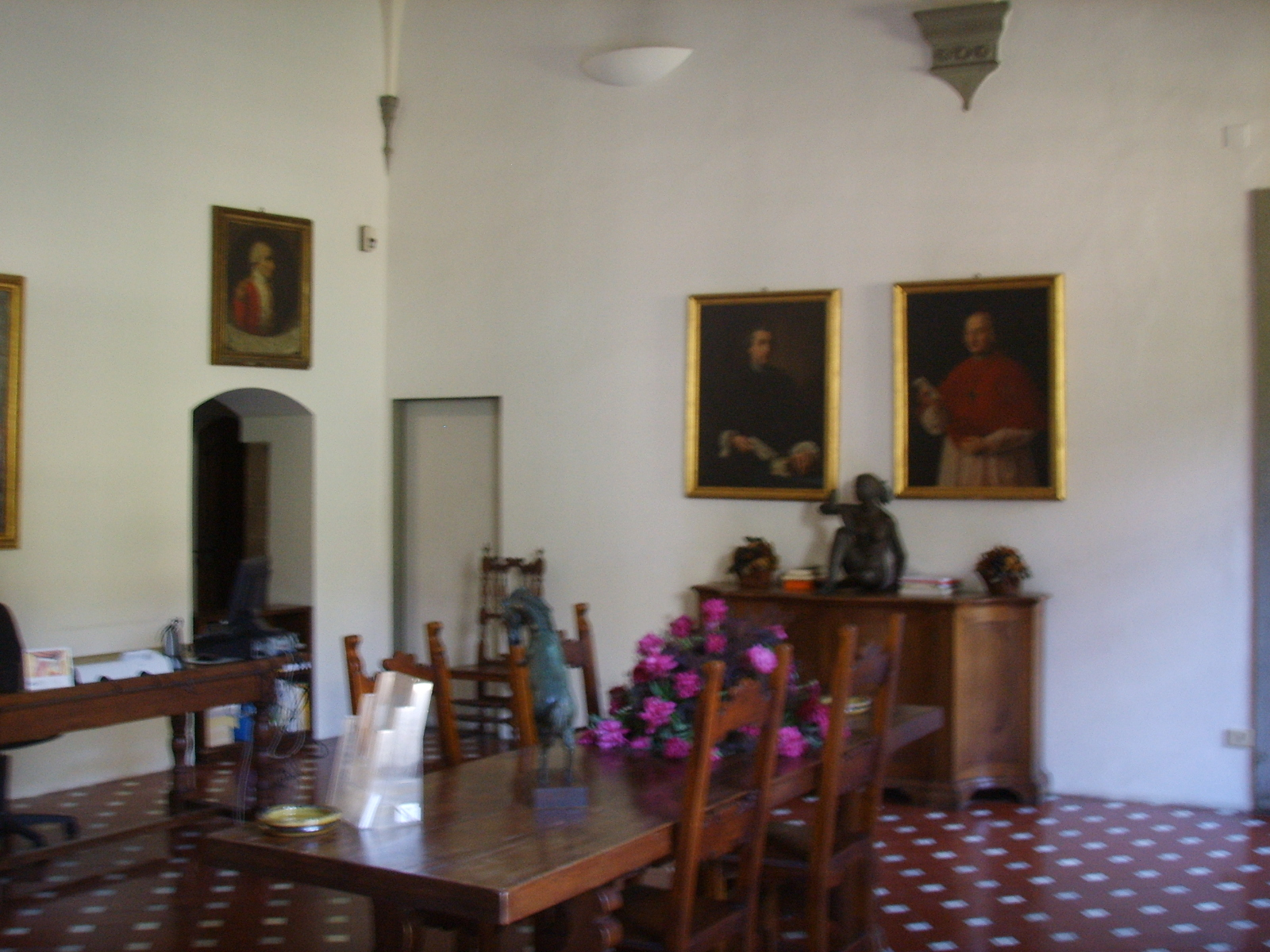
Una stanza
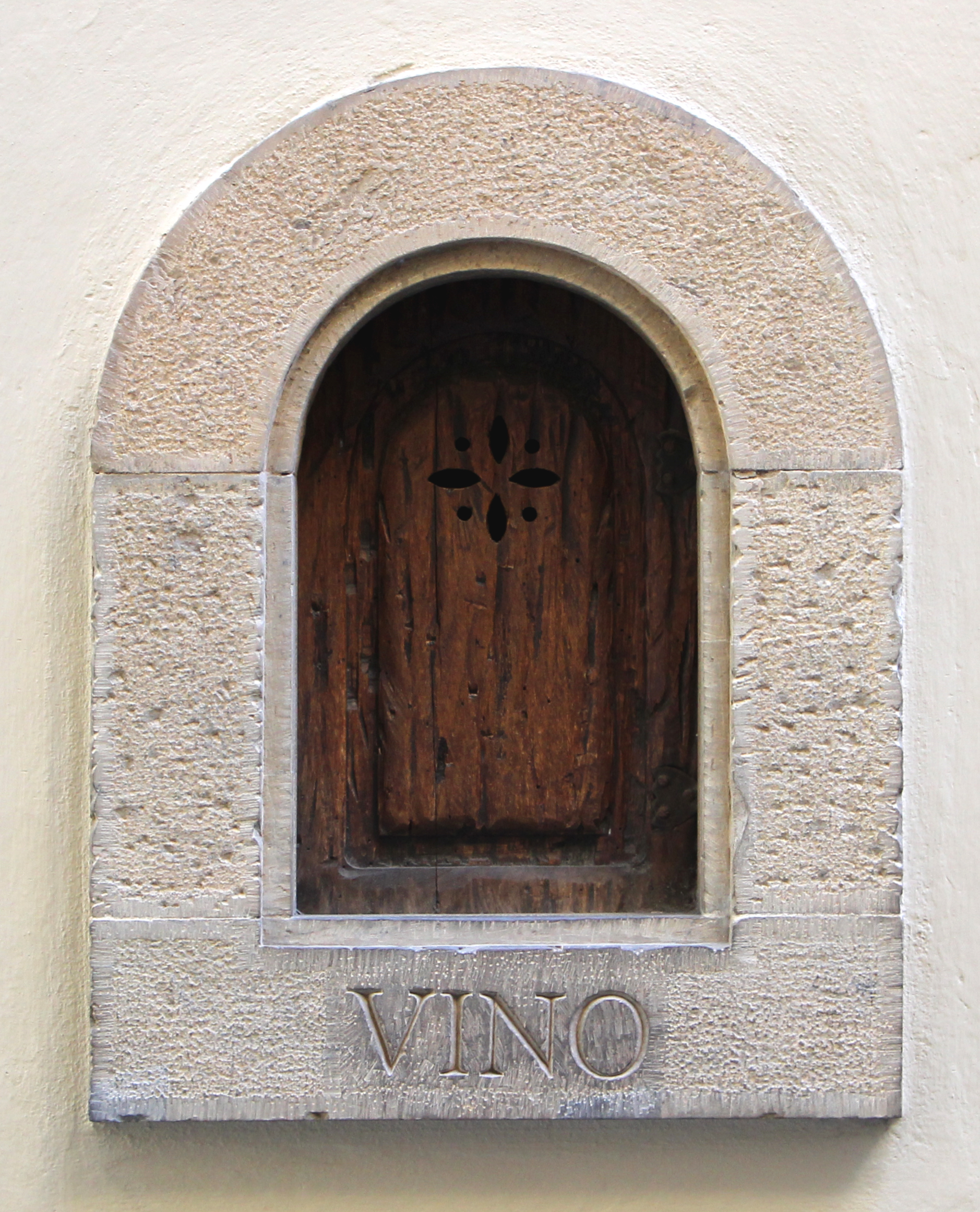
La buchetta per la vendita del vino